# Episodi di The Dead Zone (quarta stagione)
La quarta stagione della serie televisiva The Dead Zone è andata in onda negli Stati Uniti dal 12 giugno al 4 dicembre 2005 su USA Network.
In Italia è invece andata in onda dal 5 luglio al 29 dicembre 2007 su Rai 2.
| nº | Titolo originale                        | Titolo italiano           | Prima TV USA    | Prima TV Italia   |
| -- | --------------------------------------- | ------------------------- | --------------- | ----------------- |
| 1  | Broken Circle / Tipping Point, Part Two | La vendetta               | 12 giugno 2005  | 5 luglio 2007     |
| 2  | The Collector                           | Il rapimento              | 19 giugno 2005  | 12 luglio 2007    |
| 3  | Double Vision                           | Doppia visione            | 26 giugno 2005  | 19 luglio 2007    |
| 4  | Still Life                              | La modella                | 10 luglio 2005  | 26 luglio 2007    |
| 5  | Heroes & Demons                         | Il mago e l'apprendista   | 17 luglio 2005  | 2 agosto 2007     |
| 6  | The Last Goodbye                        | L'ultimo addio            | 24 luglio 2005  | 9 agosto 2007     |
| 7  | Grains of Sand                          | Granelli di sabbia        | 31 luglio 2005  | 16 agosto 2007    |
| 8  | Vanguard                                | Avanguardia               | 7 agosto 2005   | 23 agosto 2007    |
| 9  | Babble On                               | Il tocco della polvere    | 14 agosto 2005  | 30 agosto 2007    |
| 10 | Coming Home                             | Ritorno a casa            | 21 agosto 2005  | 6 settembre 2007  |
| 11 | Saved                                   | Salvata                   | 28 agosto 2005  | 13 settembre 2007 |
| 12 | A Very Dead Zone Christmas              | Un Natale oltre il limite | 4 dicembre 2005 | 29 dicembre 2007  |

## La vendetta
- Titolo originale: Broken Circle / Tipping Point, Part Two
- Diretto da: Michael Robison e James Head
- Scritto da: Michael R. Perry e Michael Taylor

### Trama
Johnny è in ospedale e ha una visione in cui gli dicono che sia Stillson sia Rebecca sono morti. Quando all'ospedale arriva un poliziotto chiamato da Stillson per tenere d'occhio Johnny, accusato di perseguitare il politico, Walt lo trattiene mentre Bruce porta via il sensitivo. Questi lo incita ad andare a Washington dove Stillson, affiancato da Rebecca, avrebbe fatto approvare la legge di Rachel e dove, proprio per vendicare la sorella, Rebecca avrebbe ucciso Stillson. Nel frattempo un uomo va a trovare il reverendo Purdy nella sua cella: è Malcom Janus, che dice di essere molto potente e di poterlo aiutare ad uscire di prigione e a ricreare il suo centro di potere della Faith Eritage. Mentre il poliziotto chiamato da Stillson cerca di ritrovare Johnny, Walt decide di seguire l'amico per aiutarlo. Arrivati a Washington, Bruce e Johnny entrano nell'appartamento di Rebecca e scoprono che Sonny Alliman e James Stillson avevano fatto mettere delle ricetrasmittenti. I due scappano, ma vengono inseguiti dai poliziotti e Bruce si fa arrestare per l'amico, mentre Johnny, circondato, si getta da un ponte e, quando ne esce, si camuffa travestendosi da senzatetto. Così conciato va alla conferenza stampa di Stillson proprio mentre Rebecca si preparava a prendere la pistola e la chiama al cellulare. Mentre cerca di dissuaderla, viene notato dai poliziotti che mettono Stillson al riparo e cercano Johnny, mischiatosi tra i senzatetto. La visione è stata annullata, ma non il proposito di Rebecca, che, secondo una premonizione di Johnny, ucciderà il politico nella sua stanza d'albergo. Intanto Alliman va a casa di Rebecca per togliere le ricetrasmittenti e lì trova Walt che gli tira un pugno e lo fa svenire. Poi chiama Johnny e quando si incontrano gli fa toccare del sangue di Alliman sulle sue nocche e il sensitivo vede che era stato proprio Alliman a seppellire Rachel sotto gli occhi di James Stillson. E, quando arriva all'hotel, Johnny scopre che è stato proprio quest'ultimo ad uccidere la ragazza per proteggere il figlio da scandali. Salito in camera di Stillson, ferma Rebecca un attimo prima che lei uccidesse il politico e rivela ad entrambi la verità. Dopo che Johnny e Rachel se ne sono andati, Stillson, all'oscuro di tutto, affronta il padre (che ha reso la sua vita un inferno) e lo uccide. Caduto in stato di shock, viene contattato da Janus, che lo rimette in sesto e gli offre protezione, facando insabbiare la morte del padre. Rebecca decide di stare per un po' lontana da Johnny e il sensitivo, stanco delle visioni che gli provocano solo dolore fisico e morale, getta in acqua il bastone.

## Il rapimento
- Titolo originale: The collector
- Diretto da: Michael Robison
- Scritto da: James Morris e Shintaro Shimosawa

### Trama
Quando Erika, un'amica del centro di ascolto di Sarah, scompare, lei chiede aiuto a Walt e Johnny. Quest'ultimo scopre che la donna è stata rapita da un uomo e tenuta in una casa stile anni cinquanta. Le sue visioni lo portano ad un'altra donna, Emily, che il rapitore aveva preso molti anni prima e poi aveva rilasciato. Come ricordandosi improvvisamente di quel periodo, la donna, ormai felicemente sposata, decide di aiutare Johnny e lo sceriffo a ritrovare quell'uomo. Mentre Sarah cerca la madre di Erika, che aveva voltato le spalle alla figlia in difficoltà, Johnny e Walt, con l'aiuto di Emily, cercano di rintracciare il rapitore, che Johnny vede strangolare Erica. Entrati in un bar, Emily si macchia con del caffè e va in bagno, e Johnny vede il rapitore comprare la cena che Erika stava mangiando nella visione quando lui la strangolava. Chiama Walt e, insieme scoprono che Emily ha preso le chiavi della macchina dello sceriffo ed è corsa al rifugio del rapitore, ricordatolo dall'odore (si era rifugiato infatti in una fabbrica di sapone abbandonata), e la seguono. Quando, una volta arrivati, vedono che dalla macchina manca il fucile dello sceriffo, pensano subito che lei voglia ucciderlo per quello che le ha fatto, ma non è così: mentre Walt cerca di liberare Erika, chiusa in una camera, Johnny raggiunge il rapitore e scopre che Emily soffre della Sindrome di Stoccolma, è quindi attratta da lui. Lo scontro con Walt provoca una scintilla che attiva tutto l'esplosivo contenuto nella fabbrica. Walt e Johnny portano via Erika e, mentre si tranquillizzano a vicenda che da uno scoppio così non si può sopravvivere, appare una scena di Emily che guida la macchina con accanto il rapitore, ustionato al viso. Alla fine Walt, avvertito da Johnny che la moglie si sentiva sola, dice a Sarah che avrebbe passato più tempo con lei e, per amore suo, accoglie Erika in casa loro.

## Doppia visione
- Titolo originale: Double vision
- Diretto da: Michael Rohl
- Scritto da: Karl Schaefer

### Trama
Johnny incontra una ragazza ad un semaforo e ne resta colpito, anche perché lei lo guarda stupita. Al verde, la macchina di lei scatta in avanti e, quando lui prova a fare lo stesso, quasi investe un uomo. Questi gli provoca una visione nella quale l'uomo è un cecchino che uccide un contabile nel suo ufficio. Ritrovato il luogo di lavoro del contabile, corre a salvarlo, scoprendo di essere stato preceduto dalla ragazza che dopo avergli detto di chiamarsi Alex, scappa per non essere arrestata, come invece capita a Johnny. Uscito dall'ufficio, il sensitivo si accorge che Alex è nelle vicinanze e la rincorre. Quando lei gli sfugge salendo su un autobus, lui vede dove è la sua auto e decide di aspettarla lì. Toccando entrambi una maniglia, lui vede una bambina aggredita da uno sciame di api, che riconosce essere Alex. Lei stessa gli conferma che da piccola era stata effettivamente aggredita dalle api, aveva avuto uno shock anafilattico e il suo cuore si era fermato per pochi secondi. Al suo risveglio aveva cominciato a vedere delle cose che in realtà non c'erano, solo entrando in contatto con le emozioni della gente. Gli racconta che mentre stava camminando un bambino le si era avvicinato e le aveva chiesto di aiutare suo padre. Baciandola, Johnny la vede morire a causa di un'ape sotto un cielo con delle nuvole ma lei, avendo avuto la stessa visione, scappa. Andando nell'ospedale dove Johnny aveva visto sarebbe stato il prossimo attacco del cecchino, trova Alex nel reparto pediatrico di malattie gravi e la vede circondata dalle auree di dolore e disperazione di tutti i bambini. Il bimbo che le aveva chiesto di aiutare il padre porta lei e Johnny nella stanza dove si trova il suo corpo e lì i sensitivi salvano il dottore, prossima vittima del cecchino. Chiedendo informazioni, scoprono che il bambino è Charlie Monroe, un bimbo di dieci anni che a seguito dik un incidente è stato dichiarato morto cerebralmente. Il padre, uscito fuori di testa, aveva deciso di uccidere tutti quelli che riteneva responsabili: il contabile che gli aveva negato la sussistenza per il figlio, il dottore e infine il prete della famiglia. Cercando di salvare quest'ultimo, Alex va nel tetto della chiesa e viene rinchiusa dal cecchino in una stanza. Tagliatasi con la porta, ha una reazione allergica a tutte le candele presenti lì, si accascia al suolo e, vedendo il soffitto decorato con un cielo sereno, capisce di stare per morire. Johnny, messo in salvo il prete, la segue e convince il padre di Charlie a desistere dal suo progetto e a salvare Alex. Il sensitivo arriva appena in tempo e Alex, fin da piccola ossessionata dalla visione della sua morte, è sopravvissuta, ma decide di andare via per la sua strada.

## La modella
- Titolo originale: Still life
- Diretto da: Mike Rohl
- Scritto da: Juan Carlos Coto

### Trama
Di ritorno da una passeggiata, Johnny e Bruce notano un quadro davanti alla porta della casa di Johnny. Dai tratti della tela, Bruce deduce che si tratta di un quadro del pittore Anthony Lynn, che lui aveva studiato a scuola. Toccando la tela, che raffigura una ragazza bruna allungata su un divano, Johnny la vede morire. Subito si allarmano e, quando vanno nella casa del pittore, scoprono che lui aveva appena denunciato la scomparsa di sua figlia Chloe, la sua musa ispiratrice, la ragazza del quadro. Johnny e Bruce scoprono che il pittore aveva già perso una figlia, Julia, la sua precedente musa, che si era suicidata gettandosi in mare. In realtà alla fine Johnny scopre che né Julia né Chloe erano le figlie naturali, ma l'unica vera figlia in realtà è Nora Collins, la sua "assistente", che aveva mandato il quadro a Johnny perché scoprisse che sotto il quadro raffigurante Chloe ce n'era un altro che raffigurava la morte di Julia, uccisa da Nora.

## Il mago e l'apprendista
- Titolo originale: Heroes & Demons
- Diretto da: James Head
- Scritto da: Michael Taylor

### Trama
Una favola viene raccontata, quella del "silenzioso Finn" che intraprende un viaggio periglioso verso la casa del Mago Edgar. 
Suona al campanello e la casa è quella di Johnny. Finn in realtà si chiama Thaddeus, e un dodicenne autistico e riesce a comunicare con Johnny solo facendogli toccare determinati oggetti. In questo modo capisce che è stato cercato solo per aiutare il padre poliziotto che è nel braccio della morte. 
Tramite le sue visioni, Johnny, con l'aiuto di Bruce, scopre che la madre è morta, che lui è stato testimone dell'omicidio per cui il padre è accusato e per questo riusciranno a scagionarlo e a far arrestare il vero colpevole.

## Un Natale oltre il limite
- Titolo originale: "A Very Dead Zone Christmas"
- Diretto da: Karl Schaefer
- Scritto da: James Head